# 494 г. пр.н.е.

## Събития

### В Азия

#### В Персийската империя
- Цар на Персийската (Ахеменидска) империя e Дарий I (522 – 486 г. пр.н.е.).[1]
- Йонийско въстание:
  - Персийците започват решително настъпление по суша и вода срещу центъра на въстанието, Милет. Всички техни сили на запад от река Халис са обединени в една войска, а в кампанията е включен и главния им флот от 600 триреми[2]
  - Йонийците решават да оставят отбраната на Милет на неговото население и да концентрират флота си при остров Ладе.[2]
  - През есента персийският флот нанася съкрушително поражение на йонийския флот в битката при Ладе, а Милет е обсаден и впоследствие превзет. Остатъчните огнища на съпротива са потушени.[3]
  - Храмът на Аполон в Дидима е опожарен от персите.

### В Европа

#### В Гърция
- Питокрит е архонт в Атина (494/493 г. пр.н.е.)
- Спартанците, под предводителството на Клеомен I, побеждават войската на Аргос в битката при Сепея.[4]

#### В Римската република
- Консули (494/493 г.пр.н.е.) са Авъл Вергиний Трикост Целимонтан и Тит Ветурий Гемин Цикурин.
- Маний Валерий Максим е назначен за диктатор, за да се противопостави на няколко военни заплахи.
- Война против волските и сабините. Валерий максим е удостоен с триумф за победа над сабините.[5]
- Плебеите се разбунтуват с настояване за повече права (secessio plebis) и масово се оттеглят на Авентинския хълм и/или на Монте Сакро. Сенатът изпраща като преговарящ Агрипа Менений Ланат, който успява да убеди плебеите в необходимостта от помирение, за сметка на което те получават значителни политически и правни придобивки. Вследствие на това е създадена длъжността на народния трибун.[6]

#### ВМагна Греция
- Анаксилай е тиран на Региум в периода 494 – 476 г. пр.н.е.[7]